# بخش دوسو
بخش دوسو (به لاتین: Dosso Department) یک منطقهٔ مسکونی در نیجر است که در ناحیه دوسو واقع شده‌است. بخش دوسو ۴۸۸٬۵۰۹ نفر جمعیت دارد.